# Ulica Noblistów Polskich w Krakowie
Ulica Noblistów Polskich – ulica w Krakowie, położona w całości w administracyjnej dzielnicy IV Prądnik Biały.

## Przebieg
Ulica zaczyna swój bieg na skrzyżowaniu z ulicą Henryka Pachońskiego i ul. Generała Stanisława Sosabowskiego, gdzie ta druga staje się jej przedłużeniem. Następnie biegnie w kierunku północnym, gdzie znajduje się przy niej Cmentarz Białoprądnicki. Następnie bezprzecznicowo biegnie do granicy z Zielonkami, gdzie jej przedłużeniem staje się Trasa Wolbromska.

## Historia
Budowa ulicy rozpoczęła się w lipcu 2020 roku, jako część nowej trasy szybkiego ruchu – Trasy Wolbromskiej, która łączy Kraków z Zielonkami, a zakończyła się 3 lata później – we wrześniu. Uroczyste otwarcie ulicy miało miejsce 4 września 2023 roku wraz z otwarciem Trasy Wolbromskiej.

## Infrastruktura
Obecnie ulica Noblistów Polskich jest szeroką z czterema pasy ruchu (po dwa na jezdnię) drogą. Na ulicy znajduje się jeden przystanek autobusowy: „Prądnik Biały Zachód” (przy granicy Krakowa z Zielonkami).